# 광양 옥룡사 동백나무 숲
광양 옥룡사 동백나무 숲(光陽 玉龍寺 동백나무 숲)은 대한민국 전라남도 광양시 옥룡면 추산리, 옥룡사에 있는 동백나무 숲이다. 1974년 9월 24일 전라남도의 기념물 제12호로 지정되었다가 1998년 8월 3일 문화재 지정이 취소되었다가, 2007년 12월 17일 대한민국의 천연기념물 제489호로 승격되었다.

## 개요
광양 옥룡사(玉龍寺)는 백운산(1,218m)의 한 지맥인 백계산(505m) 남쪽에 위치해 있으며, 선각국사 도선(先覺國師 道詵)이 8세기 초에 창건하고 35년간(864～898년) 머물면서 제자를 양성하고 입적한 곳으로 절을 세울 때 땅의 기운이 약한 것을 보완하기 위하여 동백나무 숲을 조성했다는 유래가 전해지는 유서 깊은 숲으로 남부지방의 사찰 동백나무 숲의 원형을 잘 간직하고 있어 역사적 가치가 높다.
옥룡사 동백나무 숲은 수령이 100년 이상 된 7천여 주의 동백나무가 사찰 주변에 넓은 군락을 형성하고 있어 경관적, 학술적으로 보존할 가치가 크다.

## 같이 보기
- 동백나무

## 참고 자료
- 광양 옥룡사 동백나무 숲 - 국가유산청 국가유산포털